# Express Yourself (N.W.A)
Express Yourself är en singel av den amerikanska gangstarapgruppen N.W.A, framförd endast av Dr. Dre. Singeln, som är från albumet Straight Outta Compton från 1988, samplar Charles Wright & the Watts 103rd Street Rhythm Band's sång med samma namn. Till skillnad från många låtar på albumet och annat material av N.W.A, återfinns inga svordomar på låten. "Express Yourself" släpptes den 27 mars 1989 som albumets sista singel och nådde plats #26 på UK Singles Chart i september 1989.

## Låtlista
| Nr | Titel                                   | Längd |
| -- | --------------------------------------- | ----- |
| 1. | "Express Yourself" (extended mix)       | 4:42  |
| 2. | "Bonus Beats"                           | 3:03  |
| 3. | "Straight Outta Compton" (extended mix) | 4:54  |
| 4. | "A Bitch Iz a Bitch"                    | 3:10  |